# Cacosternum capense
Cacosternum capense är en groddjursart som beskrevs av Hewitt 1925. Cacosternum capense ingår i släktet Cacosternum och familjen Pyxicephalidae. IUCN kategoriserar arten globalt som nära hotad. Inga underarter finns listade.